# Chao
Chao (wym. [tʃaʊ']; l. poj. i mn.) – fikcyjne stworzenia z serii gier Sonic the Hedgehog, debiutujące w grze Sonic Adventure na konsolę Sega Dreamcast, gdzie pełnią rolę zwierząt domowych. Mini-gra powiązana z Chao służy uprzyjemnieniu i urozmaiceniu zabawy, w swoim zamyśle przypomina opiekę nad tamagotchi.

## Wygląd
Chao są małymi stworzeniami posiadającymi nieproporcjonalnie duże głowy, okrągłe brzuszki i wielkie oczy. Wygląd Chao zależy od sprawowanej nad nim opieki – autorzy gry twierdzą, że istnieje wyjątkowo małe prawdopodobieństwo powstania dwóch identycznych Chao. Na wygląd osobnika może mieć również wpływ kontakt ze zwierzęciem – wówczas Chao może przejąć niektóre z cech danego zwierzaka (tygrysi ogon, pawie pióra itp.).

## Ogród Chao
Ponieważ Chao są delikatnymi stworzeniami, żyją wyłącznie w enklawach zwanych Ogrodami Chao (ang. Chao Garden). Tylko tam gracz może spotkać swojego podopiecznego, bawić się z nim, czy karmić specjalnymi owocami rosnącymi w tych ogrodach. Poza tym w każdym ogrodzie znajduje się źródło wody (krystalicznie czystej i bieżącej – w innej Chao, jako stworzenia wyjątkowo zależne od wody, nie są zdolne do życia) oraz dodatkowo specjalna platforma, dzięki której możemy zapisać bieżący stan gry.
Gra Sonic Adventure 2 oferuje łącznie trzy ogrody: zwykły, niebiański i piekielny. Dostęp do dwóch ostatnich zostanie odblokowany po uprzednim wyhodowaniu odpowiedniego Chao.

Czerwony Chaos Drive

### Chaos Drive
W drugiej części Sonic Adventure wprowadzono również tzw. Chaos Drive, specjalne artefakty rozwijające zdolności Chao. Chaos Drive można zdobyć po zneutralizowaniu przeciwnika podczas normalnej rozgrywki.
Jego kolor niezależny od rodzaju pokonanego przeciwnika. Kolor jest znaczący, gdyż decyduje o tym która ze zdolności Chao zostanie podniesiona:
- żółty – pływanie,
- fioletowy – latanie,
- zielony – bieganie,
- czerwony – siła.

Nie ma ograniczeń względem liczby Chaos Drive dawanych Chao, tak jednorazowo jak i w ogólności.